# Vincent Dupas
 (octobre 2020).
Vincent Dupas, né en 1981 à La Roche-sur-Yon, est un auteur-compositeur-interprète français de pop indépendante et de chanson française.

## Biographie
Il a chanté sous le nom de My Name Is Nobody de 2005 à 2018 avec lequel il a sorti 6 albums studios, 2 EP et un album live, avec les labels Collectif Effervescence, Havalina Records, My Little Cab Records. Assumant les influences du folk et de l'indie rock américains des années 1990, de Will Oldham à Smog en passant par Sebadoh, Dupas a creusé son sillon dans cette musique des grands espaces. Il a réalisé ainsi plus de 1 000 concerts à travers l'Europe, l'Amérique du Nord et l'Asie du Sud Est[réf. nécessaire].
En 2006, pour la sortie de son premier album, il fait une prestation remarquée[réf. nécessaire] par Libération au Festival La Route du Rock à Saint-Malo en remplaçant à la dernière minute Micah P. Hinson (en). Il y rejouera à la version hiver du festival en 2015 lors de la sortie de son album Safe Travel, enregistré à Chicago avec des membres de Dark Dark Dark et Pillars & Tongues, cette tournée l'emmènera jusqu'en Asie du Sud Est.
En 2014, à la suite d'un long séjour à Chicago, il enregistre un album de musique instrumental sous le nom de Serpentine, à cette occasion, il jouera au festival Atlantique Jazz Festival à Brest en 2015.
En parallèle, Dupas joue au sein des groupes de rock expérimentaux Fordamage (3 albums, 400 concerts) et Binidu (2 albums avec le duo Pneu) qui sont édités par le label nantais Kythibong. Il participe également à de nombreux enregistrements en tant que musicien, et chante un répertoire de western swing avec les Hawaiian Pistoleros (1 EP, 1 album)[réf. nécessaire].
En 2019, il sort son premier album sous son propre nom, Longue Distance qui le verra chanter pour la première fois en français. L'EP Bout du Monde sorti en numérique en 2020 est constitué par deux chutes de studio de l'album précédent.
Il écrit en 2022 la musique de la fiction radiophonique Airstream rédigée par Sophie Merceron et Guillaume Bariou. Il en résulte un EP qui sort en 2022 accompagné par la fiction sur une édition en vinyle[réf. nécessaire].

## Discographie

### Vincent Dupas
Album
- Longue Distance - 2019

EP
- Bout du Monde - 2020
- Airstream a Soundtrack - 2022

### My Name Is Nobody
Albums
- The Beast In My Name Is Nobody - 2017
- Safe Travel- 2015
- The Good Memories - 2012
- The Mentor - 2009
- At The Wolf Pit - 2008
- I hope you're well, I am and I send you my fingers – 2006

EP
- Some Other Good Memories – 2013
- Here, In Don Benito – 2010

### Serpentine
Album
- Summer in the Polar Vortex - 2015

### Fordamage
Albums
- Fordamage 2006
- Belgian Tango – 2009-2011
- Volta Desviada – 2012

EP
- Durum Pita – 2011

### Binidu
Albums
- Yes – 2013
- Nouvel Ancient – 2018

### Hawaiian Pistoleros
Album
- Me and My Shadow : 2019

EP
- Me and My Shadow – Binaural Audi Session - 2020
- When Evening is nigh 2017

### Compilations
- Pain Perdu – Pot Pourri – Collectif Effervescence : The Automat de This Melodramatic Sauna et Running Up That Hill avec Thomas Méry
- Cocktail Pueblo : Cocktail de Cocktail / le Chunky

### Autres participations
- The Enchanted Wood – Monster Parade - 2012
- Boy and The Echo Choir – It All Shines - 2012
- Faustine Seilman – Silent Valley – 2008 / Whispers and Shout – 2010
- Amélie – The Fantastic Ice Cream Car - 2008